# Sirogojno
Sirogojno (Servisch cyrillisch Сирогојно) is een plaats in de Servische gemeente Čajetina. De plaats telt 763 inwoners (2002).